# 縱紋鑽嘴魚
縱紋鑽嘴魚（学名：Gerres shima）为鑽嘴魚科銀鱸屬下的一个种。

## 扩展阅读
- 維基物種上的相關：縱紋鑽嘴魚